# Юніонтаун (Вашингтон)
Юніонтаун (англ. Uniontown) — місто (англ. town) в США, в окрузі Вітмен штату Вашингтон. Населення — 389 осіб (2020).

## Географія
Юніонтаун розташований за координатами 46°32′20″ пн. ш. 117°5′10″ зх. д. / 46.53889° пн. ш. 117.08611° зх. д. (46.538942, -117.086193).  За даними Бюро перепису населення США в 2010 році місто мало площу 2,40 км², уся площа — суходіл.

## Демографія
Згідно з переписом 2010 року, у місті мешкали 294 особи в 130 домогосподарствах у складі 85 родин. Густота населення становила 122 особи/км².  Було 149 помешкань (62/км²).
Расовий склад населення:
| - 95,6 % — білих - 1,0 % — азіатів - 0,3 % — корінних американців |

До двох чи більше рас належало 2,7 %. Частка іспаномовних становила 1,4 % від усіх жителів.
За віковим діапазоном населення розподілялося таким чином: 18,7 % — особи молодші 18 років, 64,3 % — особи у віці 18—64 років, 17,0 % — особи у віці 65 років та старші. Медіана віку мешканця становила 44,6 року. На 100 осіб жіночої статі у місті припадало 105,6 чоловіків;  на 100 жінок у віці від 18 років та старших — 104,3 чоловіків також старших 18 років.
Середній дохід на одне домашнє господарство  становив 66 203 долари США (медіана — 63 636), а середній дохід на одну сім'ю — 68 081 долар (медіана — 68 125). За межею бідності перебувало 5,5 % осіб, у тому числі 14,3 % дітей у віці до 18 років та 0,0 % осіб у віці 65 років та старших.
Цивільне працевлаштоване населення становило 215 осіб. Основні галузі зайнятості: виробництво — 19,1 %, освіта, охорона здоров'я та соціальна допомога — 14,9 %, роздрібна торгівля — 11,2 %, транспорт — 7,9 %.